# Font de Sant Joan (Montoliu de Segarra)
La Font de Sant Joan és una font del poble de Cabestany, situada sota la carretera de Cervera en direcció a Vallfogona de Riucorb, vora l'estacionament del bus escolar, tot seguint un camí situat a la seva vora, al terme municipal de Montoliu de Segarra (Segarra) inclosa a l'Inventari del Patrimoni Arquitectònic de Catalunya.

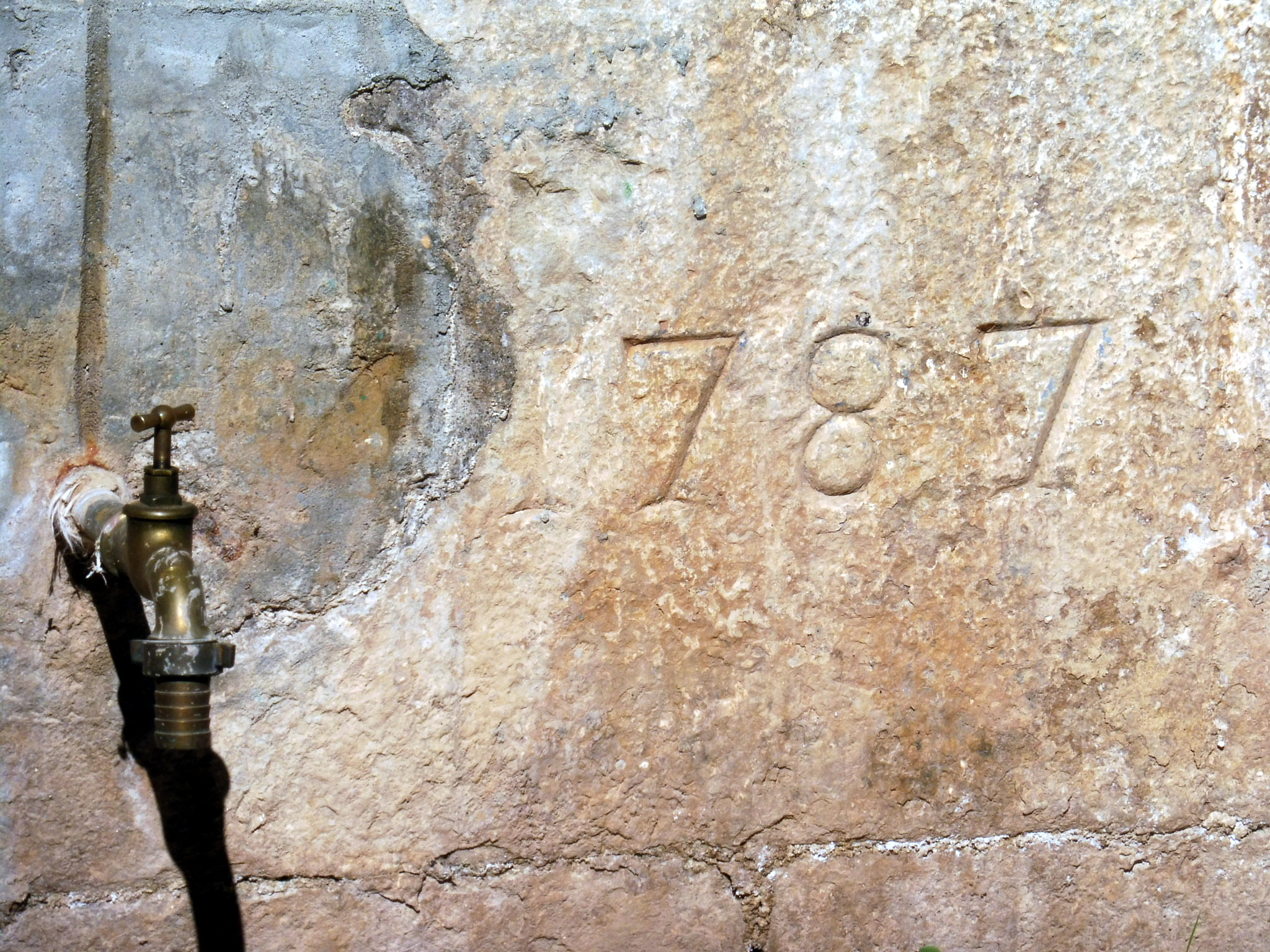
Data incisa

Aquesta construcció és de planta rectangular, que amaga un aljub, i coberta a un vessant. La façana principal presenta una estructura d'arc de mig punt, amb impostes motllurades i un ràfec a doble vessant amb la cornisa tallada a bisell. Al mur que tanca l'estructura, situat a la seva part baixa es disposa l'aixeta d'on surt l'aigua i la pica de recollida d'aquesta. Destaquem el treball incís amb la data 1787 incisa en un carreu situat a la part dreta de l'aixeta d'aigua. Aquesta font està integrada dins d'un espai de lleure, perfectament arreglat per poder anar menjar. L'obra presenta un parament obrat amb carreus de pedra del país.